# Мирон Костин (Ботошани)
Мирон Костин (рум. Miron Costin) насеље је у Румунији у округу Ботошани у општини Власинешти. Oпштина се налази на надморској висини од 109 m.

## Становништво
Према подацима из 2002. године у насељу је живело 468 становника, од којих су сви румунске националности.